# Castel Toblino
Das Castel Toblino ist eine Burg auf einer Halbinsel des Lago di Toblino am Ende des Valle dei Laghi. Es liegt etwa 15 Kilometer westlich von Trient.

## Geschichte
Die im 12. Jahrhundert errichtete Anlage war ein Lehen der Herren von Toblino, ging im 13. Jahrhundert in den Besitz der Herren von Schloss Campo über, geriet 1495 in den Besitz der Kirche von Trient und gehörte später der Familie Madruzzo. Sie stand wohl ursprünglich auf einer kleinen Insel im Toblinosee. Als dessen Wasserspiegel sank, wurde diese zur Halbinsel.
Der Bau ging möglicherweise aus einem antiken Tempel hervor. Ein in den Laubengang eingemauerter Gedenkstein weist darauf hin, dass hier im 3. Jahrhundert nach Christus die Schicksalsgötter aus dem Stamm der Tublinates verehrt wurden. Am Fuße des Schlosses befinden sich Spuren römischer Bebauung und die Anlage selbst zeigt römisch-rätische Verteidigungsstrukturen. Das Schloss enthält heute noch mittelalterliche Bauelemente wie etwa das Mauerwerk im Westen und den im Nordwesten aufragenden, etwa 20 Meter hohen Turm. Um 1527 wurde das Castel unter Kardinal Bernardo Clesio renoviert und erhielt eine Renaissancefassade. 
Spätere Renovierungen fanden unter Gian Gaudenzio Madruzzo in der zweiten Hälfte des 16. Jahrhunderts und gegen Ende des 17. Jahrhunderts unter der Familie von Wolkenstein statt. Aus Gaudenzios Zeit stammen die Loggia, der Laubengang und die Rundbögen der Anlage. Er war der Bruder des Carlo Gaudenzio Madruzzo, dritter Fürstbischof von Trient aus dem Hause Madruzzo. 
Im April 1848 belagerten italienische Freikorps während des Ersten italienischen Unabhängigkeitskrieges beim Marsch auf Trient die Burg, in die sich etwa 400 österreichische Soldaten zurückgezogen hatten. Ein von Thomas Friedrich von Zobel vorgetragener Gegenstoß konnte wenige Tage darauf für Ersatz sorgen, dabei gerieten 21 Mann, darunter auch österreichische Überläufer, in Gefangenschaft, die darauf in Trient standrechtlich erschossen wurden.
Das Castel Toblino wird heute als Restaurant genutzt und ist nicht regelmäßig zugänglich.

## Sonstiges
Erwähnt wird es in Gedichten von Ada Negri und Antonio Fogazzaro und es ist Gegenstand verschiedener romantischer Legenden. In Vollmondnächten sollen zwei ehemalige Bewohner des Schlosses, die im See ertrunken sind, als Geister über dem See schweben. 

## Bilder

Tobliner See mit Castel Toblino und Maso Torresella
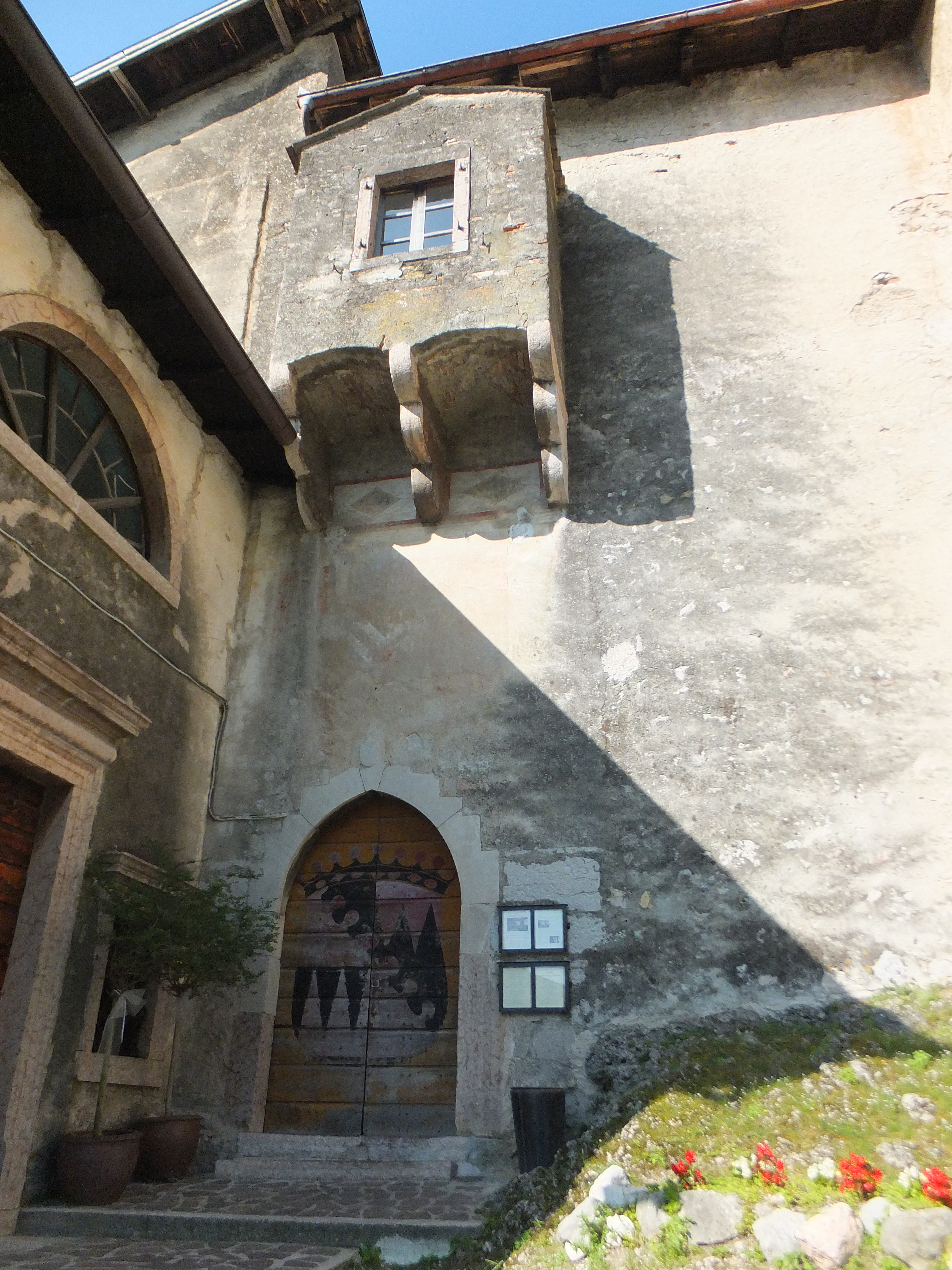
Eingangsbereich
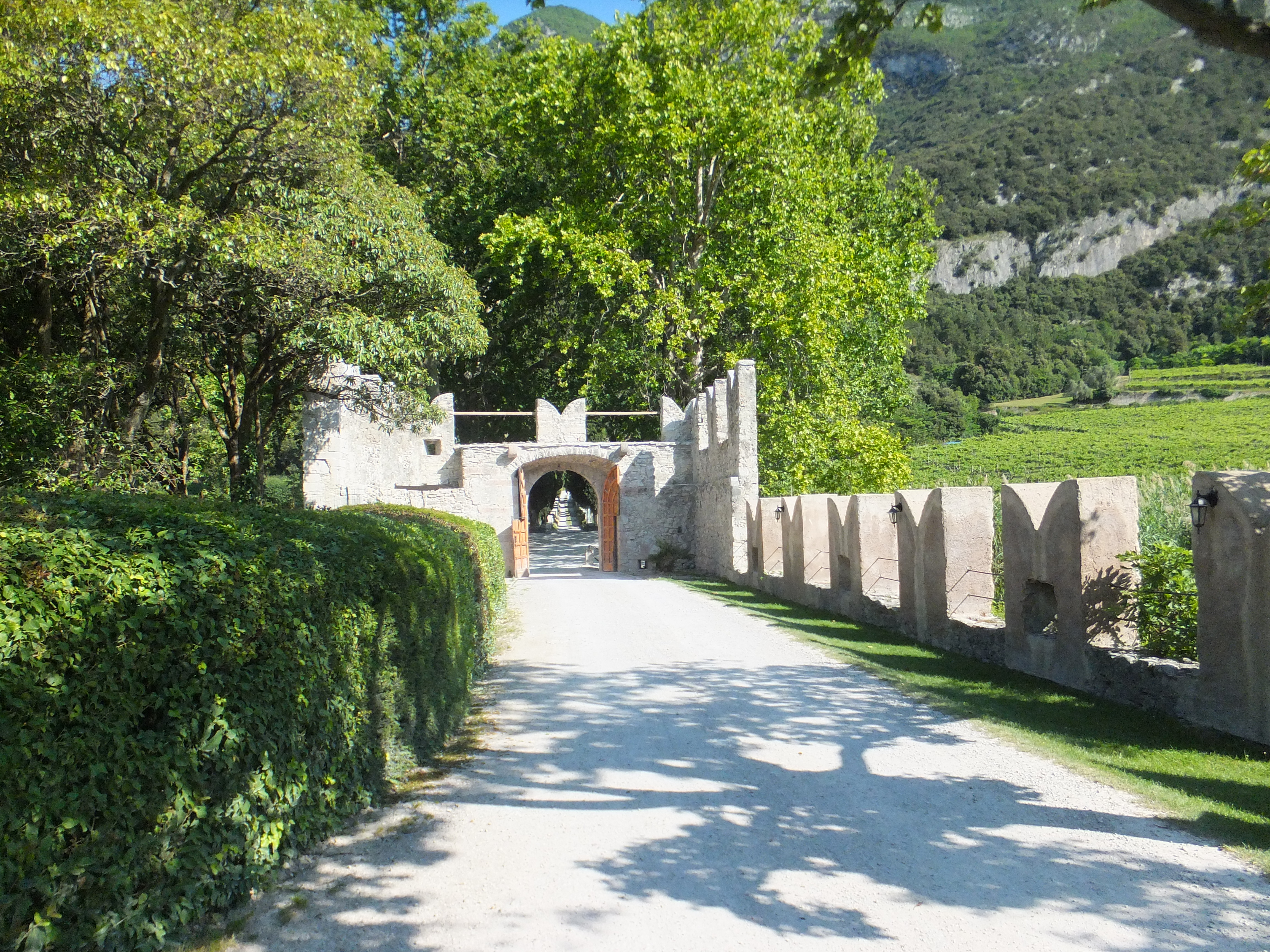
Zufahrt
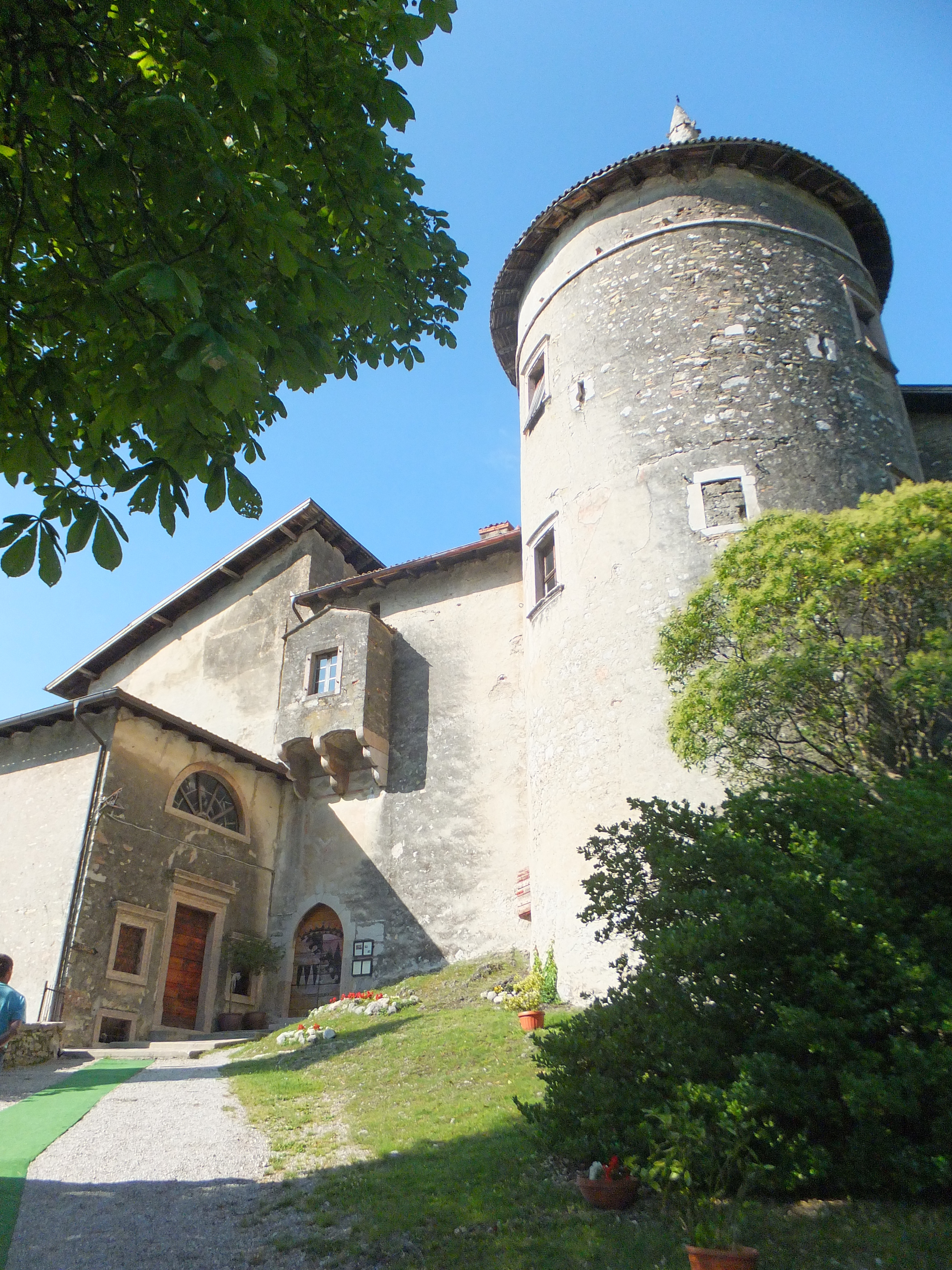
Burgturm und Eingangsbereich
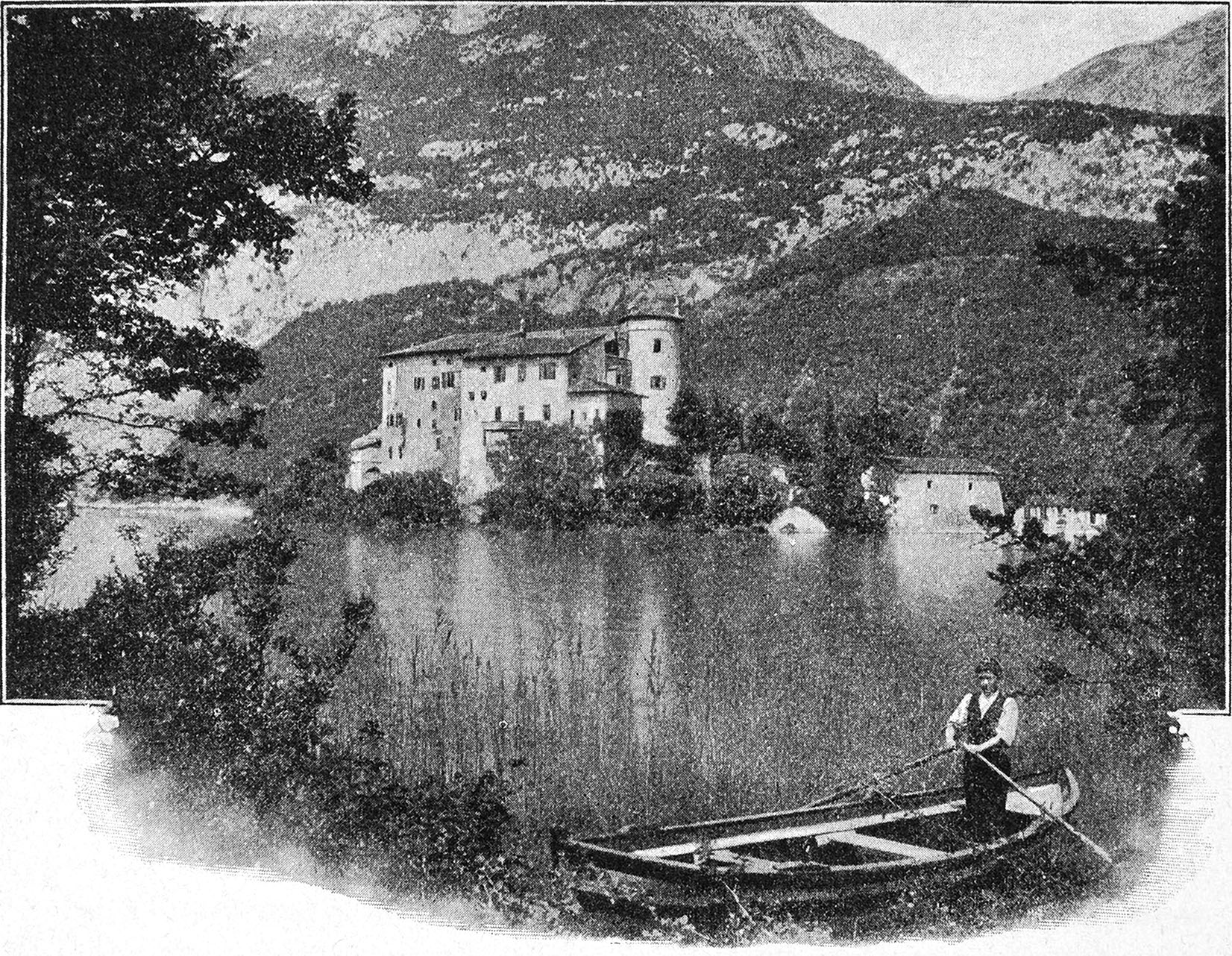
Aufnahme aus dem 1915 veröffentlichten Gebietsführer von Cesare Battisti